# Juraments de fidelitat a Ramon Berenguer IV (1137)
Els Juraments de fidelitat a Ramon Berenguer IV són els juraments de fidelitat que el 24 d'agost del 1137 feren els habitants d'Osca a Ramon Berenguer IV, com a resultes dels Capítols matrimonials de Barbastre (1137) de l'11 d'agost del 1137, i en virtut dels quals el rei Ramir II d'Aragó donava la seva filla i el regne d'Aragó al comte de Barcelona, reservant-se la dignitat reial per a ell. Els juraments començaren a Osca el 24 d'agost del 1137 i seguiren per la zona de Jaca; l'historiador Antonio Ubieto considera que aquests juraments haurien prosseguit durant el mes de setembre i octubre del 1137, i a tots els llocs del regne d'Aragó, tot i que tan sols es testimonien a la zona de Jaca i l'alt Aragó.

## El jurament de fidelitat a Ramon Berenguer
El jurament de fidelitat seguia una forma estereotipada i es feia posant la mà sobre els evangelis. S'ha conservat el jurament que els habitants d'Osca feren per mandat del rei Ramir II d'Aragó al comte Ramon Berenguer el 24 d'agost del 1137.
| « | «Juro Jo [espai en blanc per dir el nom del jurador] a tu, Ramon Berenguer, comte barceloní que d'ara endavant et seré fidel, de la teva vida i del teu cos i de tots els teus membres que hi ha en el teu cos, amb fe i sense engany. I et seré fidel de la ciutat d'Osca i de tot el regne aragonès; que ni jo te'l llevi, ni que te'l llevi home o dona pel meu consell o assentiment. I et seré fidel i fidel col·laborador contra tots els homes i dones, per fe i sense engany, salvada la fidelitat al rei Ramir i a la seva filla. Així com està a dalt escrit ho tindré i atendré, per Déu i aquests quatre evangelis» | » |

## La confirmació de Ramon Berenguer als Privilegis d'Osca
Per la seva part, el comte Ramon Berenguer confirmà els Privilegis d'Osca:
| « | «In Christi nomine et eius gratia, ego Ramon Belenguer, comite de Barcelona, atorco et confirmo illos foros et illos donativos quos rex Petrus et rege Ranimiro dedit ad illos homines de Osca, et illos mille solidos quod dedit per illos muros adobar de illas reditas de Oscha unoquoque anno. Et ego Ramon Belenguer, comite de Barcelona, dono ad illos estatores de Osca quod non donnent lezda in tota mea terra quod modo habeo et in antea, Deo volente, adquiram. Era Mª Cª LXXª V est facta ista carta. Signum Raimundi comes» | » |